# Kapuschongsnok
Kapuschongsnok (Macroprotodon cucullatus) är en ormart som beskrevs av Geoffroy de St-Hilaire 1827. Kapuschongsnoken ingår i släktet Macroprotodon och familjen snokar.

## Beskrivning
En liten men kraftig orm med en längd på 40 till 65 cm. Färgen är variabe, men ovansidan är vanligen brunaktig till ljusgrå med små, mörka, vanligen otydliga fläckar och en bred ring runt nacken. Huvudet är mörkare än övriga kroppen; upp till 40% av populationen har ovansidan av huvudet helsvart. Undersidan är rödaktig till gulaktig med svarta fläckar. Ögat har en kopparfärgad, oval och vertikal iris.

## Ekologi
Kapuschongsnoken förekommer i glesa skogar på sandig mark, sandfält, buskage, ängar, oaser och människopåverkade miljöer som planteringar, stenmurar och ruiner. I höglänta habitat kan den nå upp till 1 500 m.
Honan lägger en liten kull med 2 till 6 stycken ägg vartannat år.

### Gift
Arten är bakgifttandad med ett gift som snabbt förlamar bytena, geckoödlor och andra, sovande ödlor. Giftet, som troligen är ett nervgift, är emellertid ofarligt för människor, och orsakar endast domningar i några timmar. Det faktum att gifttänderna är bakgifttandade (det vill säga sitter längst bak i gommen) gör att människor som blir bitna troligtvis oftast inte får något gift injicerat

## Utbredning
Utbredningsområdet sträcker sig från norra Algeriet över Tunisien, Libyen till Egypten samt västerut till Marocko och Västsahara och södra Israel. I Europa finns den endast på den italienska ön Lampedusa, Menorca och Mallorca. På de två senaste öarna är den introducerad mycket tidigt (troligtvis 200 år före vår tideräkning); det är sannolikt att även populationen på Lampedusa är införd.

## Status
IUCN kategoriserar arten globalt som livskraftig. Arten minskar dock i Egypten och på Lampedusa, och förefaller även vara utsatt för visst hot på Balearerna. Turistindustrin är ett hot för alla fyra delpopulationerna; i Egypten tillkommer kommersiell insamling för husdjursmarknaden och habitatförlust på grund av byggnation och annat kommersiellt utnyttjande av marken, medan trafikdöden är ett hot för de spanska och italienska delpopulationerna.

## Underarter
Arten delas in i följande underarter:
- M. c. brevis
- M. c. cucullatus
- M. c. mauritanicus
- M. c. ibericus